# ماثيو كوسي
ماثيو كوسي (بالإنجليزية: Matthew Causey)‏ هو ممثل أمريكي، ولد في 1953.

## وصلات خارجية
- ماثيو كوسي على موقع IMDb (الإنجليزية)
- ماثيو كوسي على موقع قاعدة بيانات الفيلم (الإنجليزية)